# D.J. Tialavea
Donald Tialavea Jr. (27 luglio 1991) è un giocatore di football americano statunitense che milita nel ruolo di tight end per gli Atlanta Falcons della National Football League (NFL).

## Biografia

### Carriera professionistica
Al college, Tialavea giocò a football all'Università statale dello Utah. Dopo non essere stato scelto nel Draft NFL 2014, firmò con i Jacksonville Jaguars e poi fece parte anche dei Buffalo Bills senza mai scendere in campo. Il 24 novembre 2015 firmò con la squadra di allenamento degli Atlanta Falcons. Dopo avervi trascorso quasi due stagioni, fu promosso nel roster attivo il 22 dicembre 2016. Nella suo debutto professionistico contro i Carolina Panthers, Tialavea segnò subito un touchdown su ricezione.

## Palmarès

### Franchigia
- National Football Conference Championship: 1

Atlanta Falcons: 2016

## Statistiche
| Partite totali      | 2 |
| Partite da titolare | 0 |
| Ricezioni           | 1 |
| Yard ricevute       | 1 |
| Touchdown           | 1 |

Statistiche aggiornate alla stagione 2016